# Constitución de la Federación de Rusia

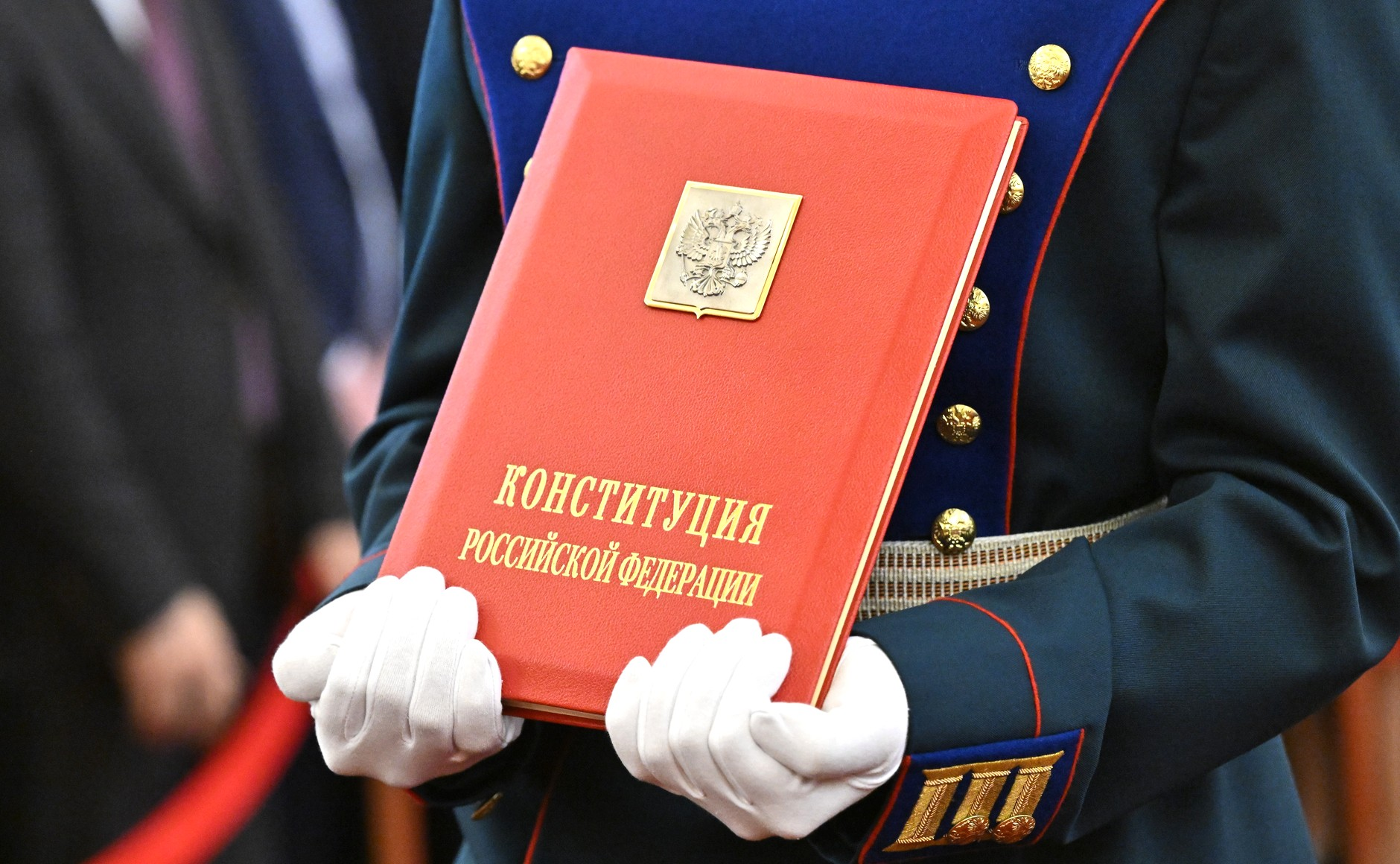
La Constitución en el juramento de Vladímir Putin durante su investidura como Presidente de Rusia en 2024.

La Constitución de la Federación de Rusia (en ruso: Конститу́ция Росси́йской Федера́ции, romanizado: Konstitútsiya Rossíyskoy Federátsii) es la ley fundamental de Rusia. Fue adoptada por referéndum el 12 de diciembre de 1993. Entró en vigor el 25 de diciembre de 1993 en el momento de su publicación oficial. Sustituyó a la anterior Constitución de la República Socialista Federativa Soviética de Rusia (RSFSR) del 12 de abril de 1978 (Constitución de la República Socialista Federativa Soviética de Rusia) — inspirada en la Constitución de la Unión Soviética de 1977 — después de la crisis constitucional rusa de 1993.
Es la primera Constitución de Rusia que recoge el principio de separación de poderes.
Según una encuesta sociológica realizada por el Centro Panruso de Investigación de la Opinión Pública (en ruso: Всеросси́йский це́нтр изучения обще́ственного мне́ния, romanizado: Vserossíjskij céntr izuchénija obshhéstvennogo mnénija) en diciembre de 2017, el 61% de los rusos encuestados considera que la Constitución de la Federación Rusa es un documento que responde plenamente o en gran medida a las necesidades del país y de su población.
Debido a la adopción de enmiendas en la votación nacional del 1 de julio de 2020, aprobadas, según datos oficiales, por la mayoría de los rusos, se introdujeron cambios significativos en la ley fundamental. Las enmiendas entraron en vigor el 4 de julio de 2020.
El catedrático de Derecho Constitucional de la universidad de León Manuel B. García Álvarez fue el único experto extranjero que participó en los trabajos de la Comisión constitucional del parlamento ruso (Duma Estatal), y en la Asamblea constitucional, sección sujetos de la Federación, que presidía M.S. Shajray, convocada por el presidente de la Federación de Rusia Borís Yeltsin.

## Historia
Entre 1990 y 1991 se produjo el colapso de la URSS. Todas las repúblicas, incluida la RSFSR, adoptaron Declaraciones sobre su soberanía estatal. El Congreso de los Diputados del Pueblo de la RSFSR adoptó la Declaración de Soberanía Estatal de la RSFSR el 12 de junio de 1990. En ella se fijó por primera vez la tarea de redactar una nueva Constitución de la RSFSR basada en los principios proclamados en ella, incluido el principio de separación de poderes.

### Elaboración
El 16 de junio de 1990 se constituyó la Comisión Constitucional del Primer Congreso de los Diputados del Pueblo de la RSFSR, que inició sus funciones en la Sala de Mármol del 14.º edificio del Kremlin. Borís Yeltsin, Presidente del Sóviet Supremo de la RSFSR, fue nombrado Presidente de la Comisión, pero no asistió a sus reuniones. Ruslán Jasbulátov, Vicepresidente Primero del Soviet Supremo de la RSFSR, fue nombrado Vicepresidente, y Oleg Rumyantsev, Diputado del Pueblo de la RSFSR, fue nombrado Secretario. Al principio, la Comisión constaba de 102 miembros, entre ellos S. Shajrai, M. Mityukov, O. Tiunov, V. Zorkin y otros, pero en noviembre de 1992, su número se redujo a 98, en particular, debido al hecho de que tres miembros de la Comisión Constitucional fueron elegidos para el Tribunal Constitucional de la Federación Rusa.
A mediados de 1993, existían dos versiones principales para una nueva Constitución en Rusia: el proyecto de la Comisión Constitucional, con un enfoque orientado hacia una república parlamentaria, y el proyecto de la Conferencia Constitucional, con un fuerte poder presidencial, favorecido por el presidente Yeltsin. Estaba previsto que el nuevo proyecto constitucional tenía que ser aprobado por el Congreso de los Diputados del Pueblo de Rusia en noviembre de 1993. A principios de septiembre, se intentó fusionar los dos proyectos de Constitución. Sin embargo, el 21 de septiembre de 1993, el presidente ruso Borís Yeltsin promulgó el Decreto N.º 1400 «Sobre la reforma constitucional por fases en la Federación Rusa», según el cual el Congreso de los Diputados del Pueblo y el Sóviet Supremo de Rusia debían cesar sus actividades y se debía redactar una nueva Constitución antes del 12 de diciembre. Unas horas más tarde, el Tribunal Constitucional de la Federación Rusa concluyó que este decreto no cumplía una serie de disposiciones de la Constitución rusa y servía de base para la destitución de Yeltsin como Presidente de la Federación Rusa. Esta crisis dio lugar a enfrentamientos armados en las calles de Moscú y a posteriores acciones de las tropas, en las que murieron al menos 158 personas y 423 resultaron heridas.
Como resultado, el proyecto de la Conferencia Constitucional incorporó muchas disposiciones del proyecto de la Comisión Constitucional y fue adoptado como base para ultimar la Constitución con la participación de las entidades constitutivas de la Federación Rusa, los diputados, sus diversas facciones, especialistas y grupos de trabajo. Tras una revisión considerable, este proyecto de Constitución fue sometido por el presidente a votación en todo el país.
Según Viktor Sheinis, uno de los autores de la Constitución rusa, investigador jefe del Instituto de Economía Mundial y Relaciones Internacionales de la Academia Rusa de las Ciencias, el «borrador presidencial» de la Constitución se creó bajo la égida de tres personas, Serguéi Alekseev, Anatoli Sobchak y Serguéi Shajrai, ellos fueron los líderes del proceso, pero en total tomaron parte en la Conferencia Constitucional más de 800 participantes. Sergei Shajrai destaca a los dos principales autores de la Constitución: él mismo y Sergei Alekseev. Los participantes en el proyecto «Rule of Law», financiado por la Agencia de Estados Unidos para el Desarrollo Internacional, también ayudaron a redactar la Constitución. El trabajo conjunto dio como resultado un nuevo borrador unificado de la Constitución rusa, que posteriormente fue sometido por el presidente ruso a votación en todo el país y se convirtió en la actual Constitución de la Federación Rusa como resultado de la votación celebrada el 12 de diciembre de 1993.

### Ratificación

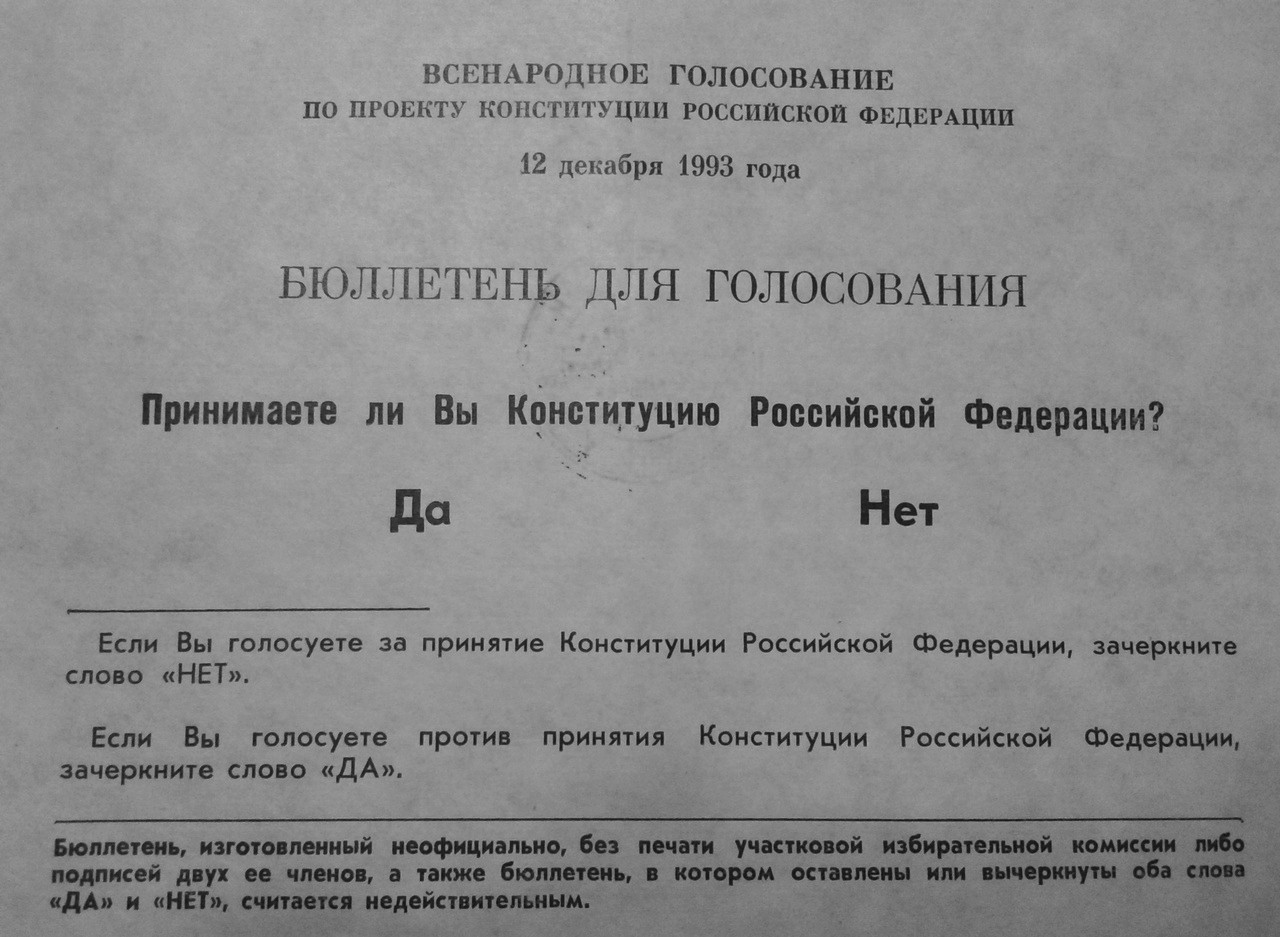
Papeletas electorales

El 15 de octubre de 1993, el presidente Borís Yeltsin firmó un decreto sobre la votación popular del proyecto de Constitución de Rusia y aprobó la «Disposición sobre la votación popular del proyecto de Constitución de la Federación Rusa del 12 de diciembre de 1993». La diferencia esencial entre el decreto del Presidente de Rusia «Sobre la celebración de una votación popular sobre el proyecto de Constitución de la Federación Rusa» y la citada Ley de la RSFSR «Sobre el Referéndum» era la disposición de que la Constitución de Rusia se consideraría adoptada si «más del 50 por ciento de los votantes que participaron en la votación votaron a favor de su adopción» (párrafo «i», parte 2, del artículo 22 del Reglamento sobre el voto nacional aprobado por el Decreto), mientras que según la Ley sobre el Referéndum las decisiones sobre la Constitución solo se consideran adoptadas si «más de la mitad de los ciudadanos de la RSFSR que estaban incluidos en las listas para participar en el referéndum votaron a favor de ellas» (apartado 4 del artículo 35 de la Ley de la RSFSR).
La votación tuvo lugar el 12 de diciembre de 1993. El 58,43% votó a favor de la adopción de la constitución, el 41,57% votó en contra. La nueva Constitución fue aprobada y entró en vigor el día de su publicación en el diario Rossíiskaya Gazeta, el 25 de diciembre de 1993.

## Estructura

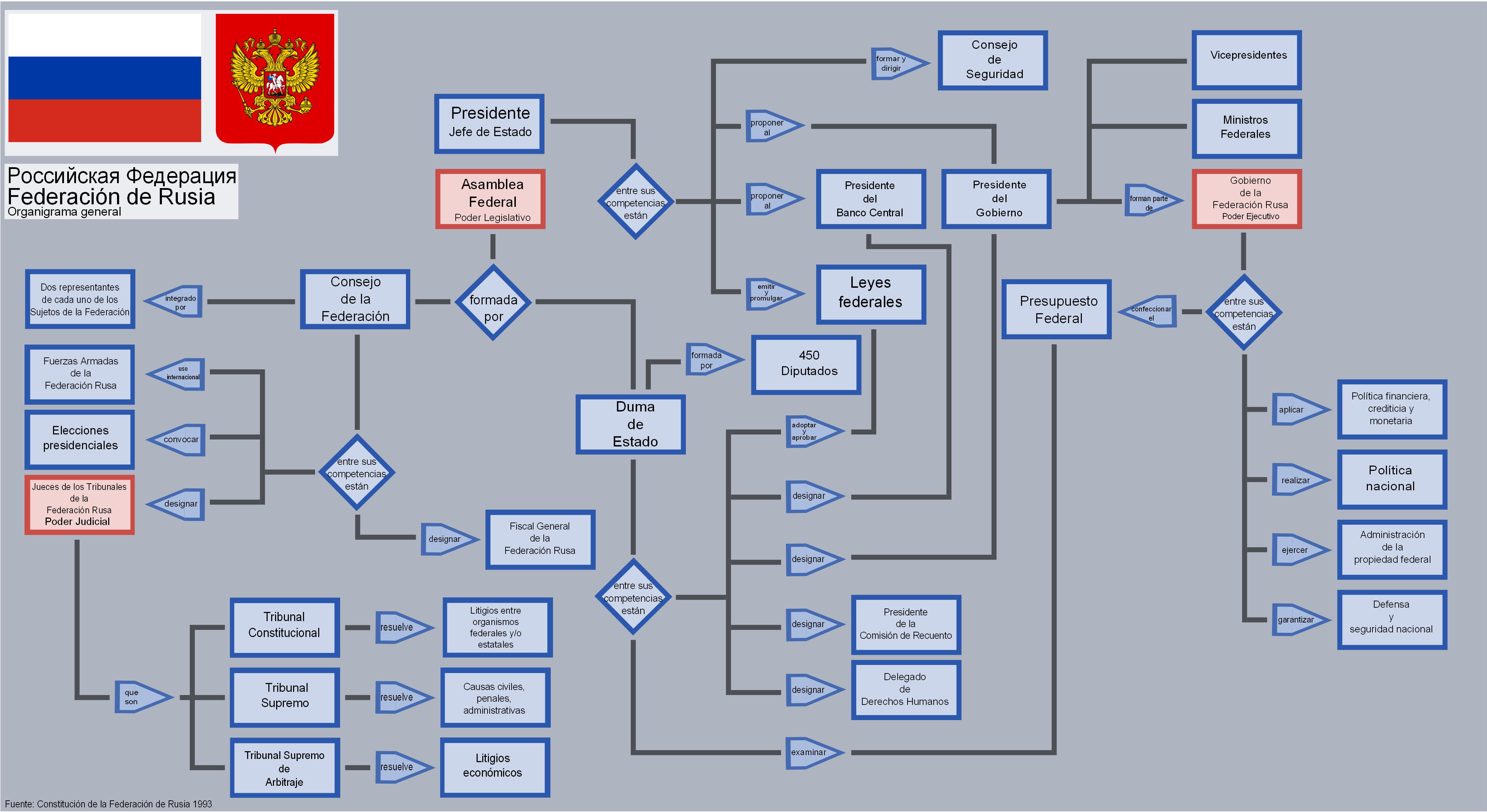
Estructura general de la Constitución de la Federación de Rusia

La actual Constitución de Rusia consta de un Preámbulo y dos secciones. El Preámbulo proclama que el pueblo de Rusia adopta esta Constitución; consagra los valores democráticos y humanistas; y define el lugar de Rusia en el mundo moderno. La primera sección incluye 9 títulos y consta de 141 artículos (de conformidad con la Ley de la Federación Rusa sobre la Enmienda a la Constitución de la Federación Rusa de 14.03.2020 N 1-FKZ «Sobre la Mejora de la Regulación de Determinadas Cuestiones de Organización y Funcionamiento del Poder Público» de 14.03.2020, se añadieron 5 artículos más a los 137 artículos existentes, y también un artículo perdió su vigencia), que consagran los fundamentos de los sistemas político, público, jurídico, económico y social de la Federación Rusa, los derechos y libertades fundamentales de la persona, la estructura federal de la Federación Rusa, el estatus de los poderes públicos, así como el procedimiento de reconsideración de la Constitución de la Federación Rusa. La segunda sección define las disposiciones finales y transitorias y sirve de base para la continuidad y estabilidad de las normas constitucionales y jurídicas.
La estructura de la Constitución rusa puede esquematizarse de la siguiente forma:
- Preámbulo
- Primera Sección
  - Título 1. Fundamentos del orden constitucional (artículos 1-16)
  - Título 2. Derechos humanos y civiles y libertades (artículos 17-64)
  - Título 3. Funcionamiento federal (artículos 65-79.1)
  - Título 4. Presidente de la Federación Rusa (artículos 80-93)
  - Título 5. Asamblea Federal (arítculos 94-109)
  - Título 6. El Gobierno de la Federación Rusa (artículos 110-117)
  - Título 7. El poder judicial y el ministerio fiscal (artículos 118-129)
  - Título 8. Autonomía local (artículos 130-133)
  - Título 9. Enmiendas constitucionales y revisión de la Constitución (artículos 134-137)
- Segunda Sección. Disposiciones finales y transitorias

## Enmiendas constitucionales y revisión de la Constitución
Los sujetos de la iniciativa legislativa constitucional, es decir, los sujetos que pueden presentar propuestas sobre enmiendas constitucionales y revisión de disposiciones constitucionales, son:
- El Presidente de la Federación Rusa;
- El Consejo de la Federación;
- La Duma Estatal;
- El Gobierno de la Federación Rusa;
- Los órganos legislativos (representativos) de las entidades constitutivas de la Federación Rusa;
- Un grupo de al menos una quinta parte de los miembros del Consejo de la Federación o diputados de la Duma Estatal.

El procedimiento de modificación y revisión de la Constitución se rige por el título 9 de la Constitución, que prevé cuatro tipos de enmiendas constitucionales en función de la importancia de las materias reguladas por una parte concreta de la Constitución:
1. Revisión de las disposiciones de los títulos 1 (Fundamentos del orden constitucional), 2 (Derechos humanos y civiles y libertades) y 9 de la Constitución;
2. Modificaciones de los restantes títulos (salvo el artículo 65);
3. Modificación del artículo 65 en relación con el cambio de nombre de una entidad constitutiva de la Federación Rusa;
4. Modificación del artículo 65 en relación con el cambio de la composición de la Federación Rusa.

Las enmiendas al artículo 65 no establecen ninguna disposición de principio, sino que sólo especifican la composición de la Federación Rusa en este momento. Por lo tanto, las enmiendas al artículo 65 de la Constitución serán introducidas mediante un procedimiento simplificado.

### Modificación del artículo 65 en relación con el cambio de nombre de una entidad constitutiva de la Federación Rusa
El apartado 2 del artículo 137 de la Constitución establece:

En caso de modificación del nombre de una república, krai, óblast, ciudad de importancia federal, óblast autónomo, ókrug autónomo, el nuevo nombre del sujeto de la Federación Rusa se incluirá en el artículo 65 de la Constitución de la Federación Rusa.

| Acto normativo                                                                | Antes de la modificación                   | Después                             |
| ----------------------------------------------------------------------------- | ------------------------------------------ | ----------------------------------- |
| Decreto del presidente de la Federación Rusa N.º 20 de 9 de enero de 1996     | República Ingusa                           | República de Ingusetia              |
| Decreto del presidente de la Federación Rusa N.º 20 de 9 de enero de 1996     | República Osetia del Norte                 | República Osetia del Norte — Alania |
| Decreto del presidente de la Federación Rusa N.º 173 de 10 de febrero de 1996 | República de Kalmukia — Halmg Tangch       | República de Kalmukia               |
| Decreto del presidente de la Federación Rusa N.º 679 de 9 de junio de 2001    | República de Chuvasia — Chavash Respubliki | República de Chuvasia — Chuvasia    |
| Decreto del presidente de la Federación Rusa N.º 841 de 25 de julio de 2003   | Ókrug autónomo de Janti-Mansi              | Ókrug autónomo de Janti-Mansi—Yugrá |
| Decreto del presidente de la Federación Rusa N.º 130 de 27 de marzo de 2019   | Óblast de Kémerovo                         | Óblast de Kémerovo — Kuzbás         |

### Modificación del artículo 65 en relación con el cambio de la composición de la Federación Rusa
El apartado 1 del artículo 137 de la Constitución establece:

Las enmiendas al artículo 65 de la Constitución de la Federación Rusa, que define la composición de la Federación Rusa, se introducirán sobre la base de una ley constitucional federal sobre la admisión en la Federación Rusa y la formación de una nueva entidad constituyente de la Federación Rusa dentro de ella, sobre el cambio del estatus constitucional y legal de una entidad constituyente de la Federación Rusa.

La anexión de territorios ucranianos durante la guerra ruso-ucraniana de 2014 y 2022 fue objeto de condena internacional. Rusia formó 6 entidades en su interior. Los documentos rusos que formalizan la anexión de territorios ucranianos y la Constitución modificada contienen pretensiones territoriales sobre tierras ucranianas que Rusia no conquistó ni ocupó: así, Ucrania controla Zaporiyia, el centro regional de la óblast de Zaporiyia, y la ciudad de Jersón, el centro regional de la óblast de Jersón, fue liberada por el ejército ucraniano poco después de la anexión formal de la provincia de Jersón por Rusia. Estos cambios se destacan en la tabla en color beige.
| Ley Constitucional Federal        | Fecha del cambio       | Excluido del artículo 65                                             | Incluido en el artículo 65      |
| --------------------------------- | ---------------------- | -------------------------------------------------------------------- | ------------------------------- |
| N.º 1 del 25 de marzo de 2004     | 1 de diciembre de 2005 | Óblast de Perm y Ókrug Autónomo de los Komi-Permianos                | Krai de Perm                    |
| N.º 16 del 14 de octubre de 2005  | 1 de enero de 2007     | Ókrug Autónomo dolgano-nenets del Taymyr y Ókrug Autónomo de Evenkía | —                               |
| N.º 2 del 12 de julio de 2006     | 1 de julio de 2007     | Óblast de Kamchatka y Ókrug Autónomo de los Koriakos                 | Krai de Kamchatka               |
| N.º 6 del 30 de diciembre de 2006 | 1 de enero de 2008     | Ókrug Autónomo buriato de Ust-Ordá                                   | —                               |
| N.º 5 del 21 de julio de 2007     | 1 de marzo de 2008     | Óblast de Chitá y Ókrug Autónomo buriato de Aguínskoye               | Krai de Transbaikalia           |
| N.º 6 del 21 de marzo de 2014     | 21 de marzo de 2014    |                                                                      | República de Crimea, Sebastopol |
| N.º 5 del 4 de octubre de 2022    | 4 de octubre de 2022   |                                                                      | República Popular de Donetsk    |
| N.º 6 del 4 de octubre de 2022    | 4 de octubre de 2022   |                                                                      | República Popular de Lugansk    |
| N.º 7 del 4 de octubre de 2022    | 4 de octubre de 2022   |                                                                      | Óblast de Zaporiyia             |
| N.º 8 del 4 de octubre de 2022    | 4 de octubre de 2022   |                                                                      | Óblast de Jersón                |

### Modificación de los títulos 3—8 de la Constitución
El artículo 136 de la Constitución establece:

Las enmiendas a los títulos 3—8 de la Constitución de la Federación Rusa se adoptarán de conformidad con el procedimiento previsto para la adopción de una ley constitucional federal y entrarán en vigor una vez que hayan sido aprobadas por los órganos legislativos de al menos dos tercios de las entidades constitutivas de la Federación Rusa.

Estas cuestiones también están reguladas en la Ley Federal de 6 de febrero de 1998 «Sobre el procedimiento de adopción y entrada en vigor de enmiendas a la Constitución de la Federación Rusa».
Las enmiendas a los títulos 3-8 deben ser aprobadas por dos tercios de los votos de los diputados de la Duma Estatal y tres cuartos de los votos de los miembros del Consejo de la Federación. Posteriormente, la propuesta de enmiendas constitucionales se enviará a los órganos legislativos (representativos) de las entidades constitutivas de la Federación Rusa. En el plazo de un año, esta propuesta deberá ser aprobada por los órganos legislativos (representativos) de al menos dos tercios de las entidades constitutivas de la Federación Rusa. Una vez establecidos los resultados del escrutinio, el Consejo de la Federación, en el plazo de siete días, envía la ley de enmiendas a la Constitución de la Federación Rusa al Presidente, quien, en el plazo de catorce días, la firma y publica.

### Modificación de los títulos 1, 2 y 9 de la Constitución
La revisión constitucional difiere de la enmienda constitucional en que la primera tiene como resultado la adopción de una nueva constitución, mientras que la segunda tiene como resultado la enmienda de la constitución existente. Sin embargo, sólo pueden enmendarse los títulos 3 a 8 de la Constitución. Para modificar las disposiciones de los títulos 1, 2 y 9, debe iniciarse un procedimiento de revisión constitucional de conformidad con el artículo 135.
El procedimiento de revisión de la Constitución de la Federación Rusa comienza con la presentación por el sujeto de una iniciativa legislativa constitucional de una propuesta de revisión de la Constitución a la Duma Estatal. Si esta propuesta es aceptada por la Duma Estatal (se requieren al menos tres quintas partes de los votos), se envía en un plazo de cinco días al Consejo de la Federación (que también debe aprobarla por tres quintas partes de los votos). A continuación, debe convocarse una Asamblea Constitucional —un órgano constituyente especial—, cuyo procedimiento de formación y actividades se prescribirá en una Ley Constitucional Federal especial. La Asamblea Constituyente adoptará una de las siguientes decisiones:
- afirma la inmutabilidad de la Constitución;
- redacta un nuevo proyecto de Constitución, que:
  - es adoptado por la propia Asamblea Constituyente por dos tercios de los votos

o 
- se somete a votación popular, en la que el proyecto debe ser aprobado por más de la mitad del número de votantes que hayan participado en la votación.

### Modificaciones de 2020
A finales de enero de 2020, el presidente ruso, Vladímir Putin, presentó un proyecto de ley para modificar la Constitución rusa en la Duma Estatal; tras una serie de cambios heterogéneos, se aprobó en marzo de 2020 como 1-FKZ. Las enmiendas a la Ley Fundamental se dedican a nuevos requisitos para el presidente, los miembros del gobierno y los funcionarios estatales de distintos niveles, consagran las garantías sociales del Estado a los ciudadanos, modifican el ámbito de competencias del Parlamento, prohíben la enajenación de territorios federales, establecen el estatus de la lengua rusa y consagran la prioridad de la legislación nacional sobre la internacional en caso de que contradiga la Constitución rusa. Además, las enmiendas permitían al presidente en funciones presentarse de nuevo a las elecciones de 2024.
Las enmiendas constitucionales se sometieron a votación en todo el país el 1 de julio de 2020, y según los resultados oficiales fueron aprobadas por el 77,92% de los votantes. El 3 de julio, el presidente firmó un decreto sobre la publicación oficial del texto de la Constitución de la Federación Rusa modificada. La nueva versión de la Constitución entró en vigor el 4 de julio de 2020.

## Diferencias entre la Constitución y las leyes
La Constitución rusa:
- consagra el sistema estatal, los derechos y libertades fundamentales, define la forma del Estado y el sistema de órganos supremos del poder estatal;
- tiene fuerza jurídica suprema;
- tiene efecto directo (las disposiciones de la Constitución deben aplicarse independientemente de que otros actos las contradigan);
- se caracteriza por su estabilidad debido a un procedimiento especial y complicado de adopción y modificación;
- es la base de la legislación actual.

## La Constitución y la restricción de los derechos y libertades humanos y civiles
...según la Constitución, son los derechos y libertades del hombre y del ciudadano los que determinan el sentido y el contenido de la actividad del Estado.....
Dmitri Medvédev, 12 de diciembre de 2008

A pesar de que, según la Constitución rusa, los derechos humanos y civiles son el valor supremo, la Constitución rusa permite su restricción. Basándose en el artículo 55 de la Constitución rusa, dichas restricciones deben cumplir los siguientes requisitos:
- la restricción de los derechos no debe alcanzar un grado tal que permita hablar de abolición o incluso de disminución de determinados derechos humanos y civiles, lo que implica el establecimiento legislativo en el ámbito de los derechos y libertades pertinentes de una medida de libertad inferior a la necesaria desde el punto de vista del contenido básico de estos derechos y libertades;
- no se pueden imponer restricciones a los derechos y libertades humanos y civiles sobre la base de la legislación subordinada;
- una lista exhaustiva de motivos para restringir los derechos y libertades humanos y civiles es «la protección de los fundamentos del orden constitucional, la moralidad, la salud, los derechos e intereses legítimos de otras personas, garantizar la defensa del país y la seguridad del Estado»;
- la restricción de los derechos y libertades no debe exceder del mínimo necesario para alcanzar los objetivos enunciados en el párrafo anterior;
- deben cumplirse simultáneamente todos los requisitos enumerados en los párrafos 1-4, así como otros requisitos de la Constitución rusa.

De lo contrario, la restricción de los derechos humanos y las libertades se considera inconstitucional.
Los requisitos anteriores están incluidos en las denominadas «cláusulas generales» en virtud de las cuales se permiten las restricciones de los derechos humanos y las libertades en la Federación Rusa. No obstante, algunos artículos del segundo título de la Constitución rusa contienen motivos especiales para restringir determinados derechos. Por ejemplo, el derecho a poseer tierras de conformidad con la parte 2 del artículo 36 de la Constitución rusa se ejerce libremente si no daña el medio ambiente. Por lo tanto, el requisito de proteger el medio ambiente es una base constitucional especial para restringir el derecho de propiedad.
Algunos de los motivos para restringir los derechos de los ciudadanos, en particular, «la protección de […] la moralidad, la salud, los derechos y los intereses legítimos de otras personas, garantizar la defensa del país y la seguridad del Estado», son bastante extensos desde el punto de vista normativo. Llamando la atención sobre los criterios de justificación de la aplicación de restricciones, el Tribunal Constitucional de Rusia declaró: «Los intereses públicos enumerados en el artículo 55 (parte 3) de la Constitución de la Federación Rusa sólo pueden justificar las restricciones legales de los derechos y libertades si tales restricciones son adecuadas al resultado socialmente necesario».
El Tribunal Constitucional de Rusia también ha adoptado una serie de principios introducidos en la práctica por el Tribunal Europeo de Derechos Humanos como condiciones necesarias para la restricción de derechos. Así, en una de las sentencias del Tribunal Constitucional ruso se estableció que «las restricciones al derecho a la propiedad, así como a la libertad de empresa y otras actividades económicas pueden ser introducidas por ley federal, si sólo son necesarias para la protección de otros valores constitucionalmente significativos, incluidos los derechos e intereses legítimos de otras personas, cumplen los requisitos de equidad, razonabilidad y proporcionalidad, son de carácter general y abstracto, no son retroactivas y no afectan a la esencia misma del derecho constitucional en cuestión».

## Ediciones
La Constitución de la Federación Rusa es publicada oficialmente por la editorial moscovita «Yuridicheskaya Literatura». Ha habido seis ediciones oficiales de la ley fundamental: en 1993, 1997, 2005, 2009, 2011, así como en 2014 y la publicación del texto de la Constitución en el periódico Rossiyskaya Gazeta. Existen decenas de reimpresiones de la Constitución de la Federación Rusa, incluso en versiones artísticas, como «la Constitución del Arte», la Constitución en viñetas, la Constitución manuscrita (caligráfica), «la Constitución Ilustrada de Rusia» y la Constitución en versión especial para invidentes.

## Traducciones
Hasta 2014, la traducción oficial al inglés de la Constitución rusa se publicaba en el sitio web kremlin.ru, pero también existen muchas traducciones alternativas, como la de «Garant», que difiere de la versión estatal.
La editorial de la Administración Presidencial «Yuridicheskaya Literatura» ha publicado en varias ocasiones una colección de textos de la Constitución, incluidas sus traducciones al inglés, francés, alemán y español (ISBN 978-5-7260-1082-3 — edición de 2008 en 5 idiomas).
«De acuerdo con el Decreto del Presidente de la Federación Rusa, estas traducciones, las únicas en la Federación Rusa, se reconocen como auténticas respecto al texto original de la Constitución vigente», dice el sitio web de la editorial.

## Numismática
El 10 de diciembre de 2018 se emitió una moneda conmemorativa de aleación de cobre y níquel con un valor facial de 25 rublos «25º Aniversario de la Adopción de la Constitución de la Federación Rusa». El reverso de la moneda muestra una imagen en relieve de un libro abierto con un dibujo del escudo de armas de la Federación de Rusia en la página izquierda y la inscripción «CONSTITUCIÓN DE LA FEDERACIÓN DE RUSIA» en la página derecha. La moneda conmemorativa tiene una tirada de 1.000.000 y es de curso legal en el territorio de la Federación Rusa.

## Filatelia

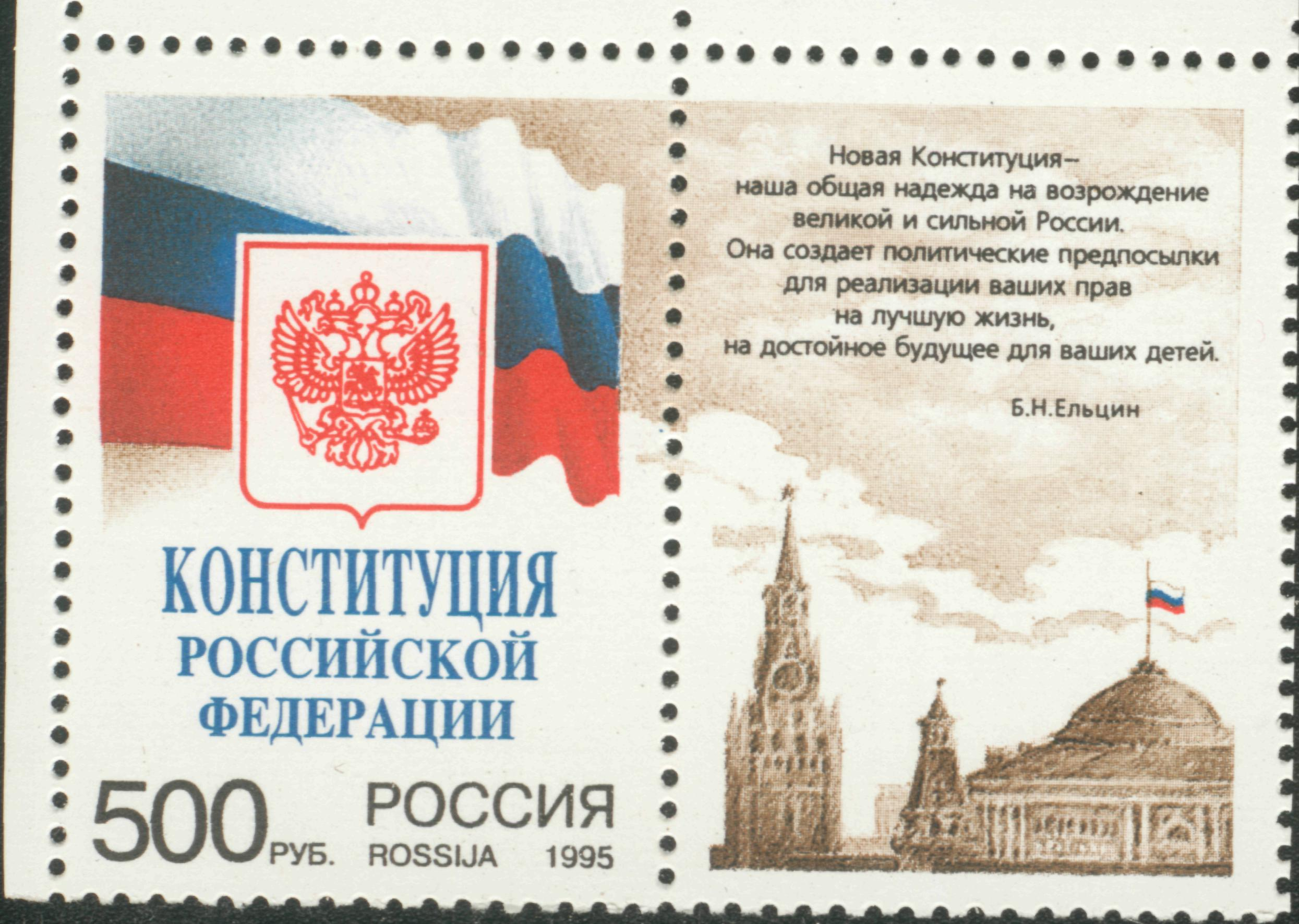
Constitución de Rusia, sello de correos con cupón. 1995
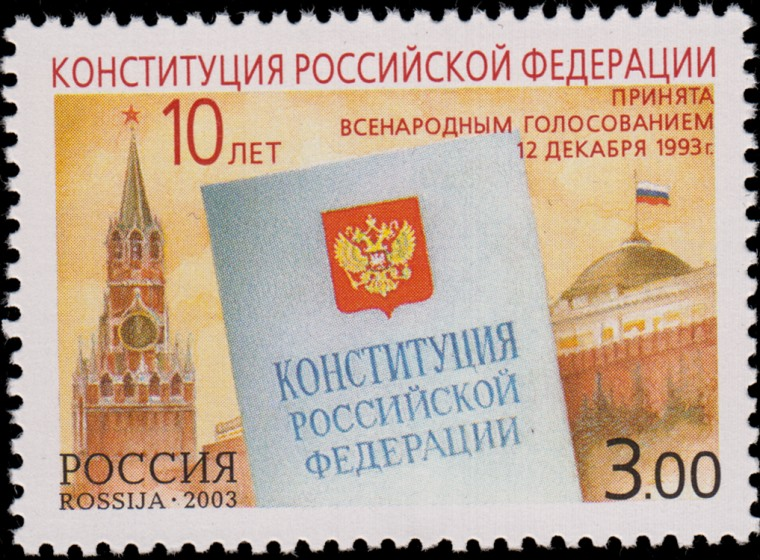
Sello postal, 2003. Décimo aniversario de la adopción de la Constitución de la Federación Rusa.
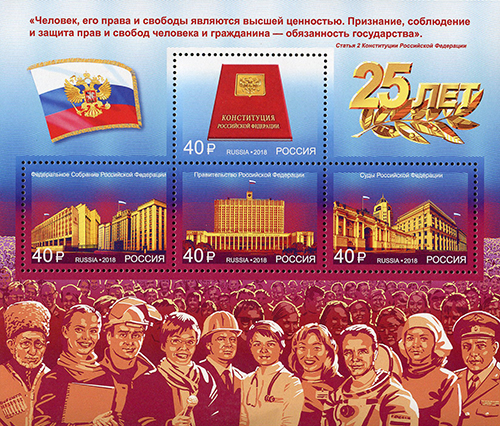
Bloque postal «25 años de la Constitución de la Federación Rusa». 2018